# Seleção Trinitária de Voleibol Feminino
A seleção trinitina de voleibol feminino é uma equipe caribenha composta pelos melhores jogadores de voleibol de Trinidad e Tobago. A equipe é mantida pela Federação de Voleibol de Trinidad e Tobago. Encontra-se na 71ª posição do ranking mundial da Federação Internacional de Voleibol segundo dados de 6 de setembro de 2021.
Nunca participou de uma edição de Jogos Olímpicos ou Campeonato Mundial. No âmbito continental, estreou no Campeonato da NORCECA em 1997, sendo seu melhor resultado obtido em 2013 quando terminou no sexto lugar. Em 2017 participou pela primeira vez do Grand Prix, sendo essa a sua estreia em uma competição da FIVB, integrando uma das oito seleções do Terceiro Grupo. Porém não avançou a fase final em Camberra, na Austrália, com uma campanha de uma vitória e cinco derrotas.